# 3665 Fitzgerald
3665 Fitzgerald eller 1979 FE är en asteroid i huvudbältet som upptäcktes den 19 mars 1979 av den tjeckiske astronomen Antonín Mrkos vid Kleť-observatoriet i Tjeckien. Den är uppkallad efter den amerikanska jazzsångerskan Ella Fitzgerald.
Asteroiden har en diameter på ungefär 7 kilometer.